# Obârtu, Teleorman
Obârtu este un sat în comuna Tătărăștii de Jos din județul Teleorman, Muntenia, România.